# Motif-Index of Folk-Literature
O Motif-Index of Folk-Literature é um catálogo de seis volumes de motivos, elementos granulares do folclore, composto pelo folclorista americano Stith Thompson (1932–1936, revisado e ampliado 1955–1958). Muitas vezes referido como índice de motivos de Thompson, o catálogo tem sido amplamente utilizado em estudos folclóricos, onde os folcloristas comumente o usam em conjunto com o Índice Aarne-Thompson-Uther (ATU), um índice usado para análise de tipos de contos populares.

## Como ferramentas padrão
O índice de motivos e os índices ATU são considerados ferramentas padrão no estudo do folclore. Por exemplo, a folclorista Mary Beth Stein disse que, "Juntamente com o Motif-Index of Folk-Literature de seis volumes de Thompson, com o qual é indexado de forma cruzada, The Types of Folktale constitui a mais importante obra de referência e ferramenta de pesquisa para literatura folclórica comparada. Alan Dundes, que era um crítico franco, também disse substancialmente a mesma coisa, sem limitar a aplicação a estudos comparativos: "[os índices] constituem duas das ferramentas mais valiosas no arsenal de ajudas do folclorista profissional para análise".
Esboços concisos de ambos os índices aparecem em The Folktale (1946), de Thompson.

## Terminologia
No contexto do índice, Thompson definiu o motivo da seguinte forma: "Um motivo é o menor elemento de um conto que tem o poder de persistir na tradição. Para ter esse poder, deve haver algo incomum e marcante".
Mas no próprio índice, Thompson também forneceu uma definição mais "cautelosa": "qualquer coisa que componha uma narrativa tradicional... Quando o termo motivo é empregado, é sempre em um sentido muito vago, e é feito para incluir qualquer um dos elementos da estrutura narrativa".
Este uso do substantivo motivo é especializado no campo dos estudos de folclore. De acordo com o Oxford English Dictionary, o uso folclorístico do substantivo motivo não está resumido na definição para crítica literária ("Motivo", def. 3a), mas merece seu próprio sentido separado desta definição ("Motivo", def. 3b). Da mesma forma, o composto índice de motivo é usado na antropologia cultural para denotar "um índice de motivos padrão, especialmente aqueles encontrados em contos populares".

## Sistema
Thompson discute a composição do Motif-Index of Folk-Literature em sua autobiografia, A Folklorist's Progress: Reflection of a Scholar's Life. Ao produzir o índice de motivos, Thompson baseou-se na pesquisa do folclorista finlandês Antti Aarne, que em 1910 publicou um índice de tipos de contos europeus. O próprio Thompson revisou isso em 1928 para cobrir a região da Europa à Ásia: isso é conhecido como índice de conto-tipo de Aarne-Thompson. Em seu Motif-Index, Thompson compilou, classificou e numerou os motivos tradicionais dos tipos de contos populares, em sua maioria europeus, no índice de contos-tipos. 
O índice de motivos de Thompson organiza milhares de motivos. As inscrições são primeiro organizadas por um tópico abrangente (por exemplo, a categoria S é “Crueldade Não Natural”). As inscrições são então divididas em subcategorias mais específicas. Por exemplo, a entrada S50 "Parentes cruéis" contém a subentrada S51.1 "Sogra cruel planeja a morte da nora". The Folktale, de Thompson, inclui a seguinte visão geral do índice de motivos (em inglês):
| - A. Mythological motifs - A0-A99. Creator - A21 Creator from above - A21.1. Male and female creators - A100-A499 Gods - A116 Twin gods - A116.1 Twin gods - one mortal, other immortal - A210 Sky god - A500-A599 Demigods and Culture Heroes - A515 Pair of culture heroes - A515.1. Culture heroes brothers - A515.1.1.1. Twin culture heroes sired by two fathers - A600-A899 Cosmogony and cosmology - A716.1 Four suns at first: culture hero shoots three down - A751 Man in the Moon - A751.2 Man in the Moon a rabbit (or other animal) - A773 Origin of the Pleiades - A812 Earth Diver - A900-A999 Topological - A1000-A1099 World calamities - A1100-A1199 Establishment of natural order - A1115.2 Why the Sea is Salt: magic salt mill - A1200-A1699 Creation and ordering of human life - A1411 Theft of light - A1415 Theft of fire - A1700-A1799 Creation of animal life - A2200-A2599 Animal characteristics - A2600-A2699 Origins of trees and plants - B. Animals - B0-B99 Mythical animals - B32 Phoenix - B100-B199 Magic animals - B100-B119 Treasure animals - B120-B169 Animals with magic wisdom - B170-B199 Other magic animals - B200-B299 Animals with human traits - B215.1 Bird language - B300-B599 Friendly animals - B300-B349 Helpful animals―general - B350-B399 Grateful Animals - B400-B499 Kinds of helpful animals - B500-B599 Services of helpful animals - B582.1.1 Animal wins wife for his master (Puss in Boots). - B600-B699 Marriage of person to animal - B700-B799 Fanciful traits of animals - C. Taboo - C0-C99 Taboo connected with supernatural beings - C100-C199 Sex taboo - C200-C299 Eating and drinking taboo - C300-C399 Looking taboo - C400-C499 Speaking taboo - C900-C999 Punishment for breaking taboo - C 961.1 Transformation to pillar of salt for breaking taboo - D. Magic - D0-D699 Transformation - D10-D99 Transformation of man to different man - D100-D199 Transformation: man to animal - D113.1. 1 Werewolf - D200-D299 Transformation: man to object - D300-D399 Transformation: animals to person - D361.1 Swan maiden - D400-D499 Other forms of transformation - D450-D499 Transformation: object to object - D500-D599 Means of transformation - D600-D699 Miscellaneous transformation incidents - D700-D799 Repeated transformation - D732 Loathly lady - D735.1 Beauty and the beast: disenchantment by kiss - D800-D1699 Magic Objects - D800-D899 Ownership of magic objects - D900-D1299 Kinds of magic objects - D990—D1029. Magic bodily members - D1070 Magic ornaments - D1076 Magic ring - D1080 Magic weapons - D1081 Magic swords - D1081.1 Sword of magic origin - D1470 Magic object as provider - D1470.1.46 Magic hammer - D1520 Magic object affords miraculous transportation - D1521.1 Seven-league boots - D1550 Magic object miraculously opens and closes - D1552.2 Mountain opens to magic formula (Open sesame) - D1600—D1699 Characteristics of magic objects - D1700—2199 Magic Powers and Manifestations - D1710—D1799 Manifestations of magic power - D1711 Magician - D1719 Possession of magic powers — miscellaneous - D1719.5 Magic power of a fairy - D1719.6 Magic power of a Holy Cross - D1720 Acquisition of magic powers - D1740 Loss of magic powers - D 1761 Magic results produced by wishing - D1800—D2199 Possession and means of employment of magic - D1800—D1949 Lasting magic qualities - D1830 Magic strength - D1831 Magic strength resides in hair - D1950—D2049 Magic characteristics - D1960 Magic sleep - D1960.2 Kyffhäuser or King asleep in mountain - D2003 Forgotten fiancée - D2050—D2099 Destructive magic powers - D2100—D2199 Other manifestations of magic power - D2100 Magic wealth | - E. The Dead - E0-E199 Resuscitation - E200-E599 Ghosts and other revenants - E215 The Dead Rider (Lenore) - E251 Vampire - E341 The grateful dead - E491 Procession of the dead - E501 Wild Hunt - E600-E699 Reincarnation - E700-E799 The soul - F. Marvels - F0-F199 Otherworldly journeys - F200-F699 Marvelous creatures - F535.1 Thumbling - F700-F899 Extraordinary places and things - G. Ogres (and Satan) - G10-G399 Kinds of ogres - G20 Ghouls. Persons eat corpses. - G84 Fee-fi-fo-fum - G100-G199 Giant ogres - G200-G299 Witches - G264 La Belle Dame sans Merci - G300-G399 Other ogres - G400-G499 Falling into ogre's power - G500-G599 Ogre defeated - H. Tests - H0-H199 Identity tests: Recognition - H41.1 Princess on the pea - H300-H499 Marriage tests - H500-H899 Tests of cleverness - H900-H1199 Tests of prowess: Tasks - H1200-H1399 Tests of prowess: Quests - H1337 Quest for sword of light - J. The Wise and the Foolish - J0-J199 Acquisition and possession of wisdom/knowledge - J200-J1099 Wise and unwise conduct - J1100-J1699 Cleverness - J1185.1. Scheherazade: story with indefinite sequels told to stave off execution. - J1700-J2799 Fools (and other unwise persons) - J1703 Town (country) of fools - K. Deceptions - K0-K99 Contests Won by Deception - K100-K299 Deceptive Bargains - K112.2 "Soup stone" sold - K300-K499 Thefts and Cheats - K301 De meesterdief - K445 The emperor's new clothes - K500-K699 Escape by Deception - K700-K799 Capture by Deception - K800-K999 Fatal Deception - K1000-K1199 Deception into Self-Injury - K1200-K1299 Deception into Humiliating Position - K1300-K1399 Seduction or Deceptive Marriage - K1400-K1499 Dupe's Property Destroyed - K1400-K1599 Deceptions Connected with Adultery - K1600-K1699 Deceiver Falls into own Trap - K1700-K1799 Deception through Bluffing - K1800-K1899 Deceptions by Disguise or Illusion - K1900-K1999 Impostures - K2100-K2199 False Accusations - K2110.1 Calumniated Wife - K2111 Potiphar's wife - L. Reversal of Fortune - M. Ordaining the Future - M223. Rash promise - N. Chance and Fate - N411.1 Whittington's cat - P. Society - Q. Rewards and Punishment - R. Captives and Fugitives - S. Unnatural Cruelty - T. Sex - T80 Tragic love - T83 Hero and Leander - U. The Nature of Life - V. Religion - W. Traits of Character - X. Humor - Z. Miscellaneous Groups of Motifs |

## Relação com o índice do conto-tipo
Foi expressa a ideia de que um conjunto combinado de motivos (no índice de motivos) pode constituir uma narrativa de conto popular (cf. a descrição do Índice de Motivos como "um enorme catálogo de elementos narrativos folclóricos que podem se combinar de várias maneiras para formar todo folclore narrativas" de Jan Harold Brunvand ). 
Esta ideia já havia sido antecipada por Alexander Veselovsky que escreveu que um "aglomerado de motivos" constituía uma "trama", influenciando formalistas russos como Vladimir Propp, cujo estudo prefigurou o Motif-Index de Thompson, como já foi apontado.
No livro The Folktale, Thompson invoca esta frase "aglomerado de motivos" em várias passagens, como aqui, em conexão com contos envolvendo o "ajudante morto":

"A cadeia de circunstâncias pelas quais esse ajudante se une ao herói e certos detalhes de sua experiência posterior são tão uniformes e bem articulados que formam um motivo facilmente reconhecível, ou melhor, um conjunto de motivos. Este fato causou alguma confusão aos estudiosos que não distinguiram suficientemente entre tal motivo e toda a história da qual ele constitui apenas uma parte importante."
Mas neste caso, Thompson está alertando que o conjunto de motivos é antes "apenas uma estrutura para as aventuras do herói", contendo "pelo menos três contos diferentes dentro".
Thompson também explica que um único motivo pode ser encontrado em numerosos contos populares “de todas as partes da terra” (383).

## Edições

### Edições impressas
- Stith Thompson, Motif-Index of Folk-Literature: Uma classificação de elementos narrativos em contos populares, baladas, mitos, fábulas, romances medievais, Exempla, Fabliaux, livros de piadas e lendas locais, FF Communications, 106–109, 116 –117, 6 vols (Helsinque: Suomalainen Tiedeakatemia/Academia Scientiarum Fennica, 1932–36)/Indiana University Studies, 96–97, 100–101, 105–106, 108–112, 6 vols (Bloomington, Ind, 1932–1936 ).
- Stith Thompson, Motif-Index of Folk-Literature: Uma classificação de elementos narrativos em contos populares, baladas, mitos, fábulas, romances medievais, Exempla, Fabliaux, livros de piadas e lendas locais, rev. e enl. edn, 6 vols (Copenhague: Rosenkilde e Bagger, 1955–58).

## Outros índices de motivos
Muitos folcloristas produziram extensos índices de motivos e contos para áreas culturais não cobertas por Thompson, ou cobertas apenas até certo ponto. Para pesquisas, consulte
- Azzolina, David S. 1987. Tale type- and motif-indexes: An annotated bibliography. New York, London: Garland.
- Uther, Hans-Jörg (1996). «Type- and Motif-Indices 1980-1995: An Inventory». Asian Folklore Studies. 55 (2): 299–317. doi:10.2307/1178824

Exemplos de índices de estudos folclóricos relacionados incluem o seguinte:
- Baughman, Ernest (1966). Type and Motif-Index of the Folktales of England and North America.
- Boberg, Inger M. (1966). Motif-Index of Early Icelandic Literature. Bibliotheca Arnamagnæana 27. Copenhagen: Munksgaard.
- Bordman, Gerald (1963). Motif-Index of the English Metrical Romances.
- Bray, Dorothy Ann (1992). A list of motifs in the lives of the early Irish saints. FF Communications 252. Helsinki: Academia Scientiarum Fennica.
- Cross, Tom Peete (1952). Motif-Index of Early Irish Literature. Indiana University Publications, Folklore Series 7. Bloomington: Indiana University.
- El-Shamy, Hasan (1995). Folk Traditions in the Arab World: A Guide to Motif Classification. 2 Vols. Bloomington: Indiana University Press.
- El-Shamy, Hasan (2006). Motif Index of The Thousand and One Nights. Bloomington: Indiana University Press.
- Frenzel, Elisabeth (62008). Motive der Weltliteratur: Ein Lexikon dichtungsgeschichtlicher Längsschnitte. Stuttgart: Kroener.
- Goldberg, Harriet (1998). Motif-index of medieval Spanish folk narratives.
- Goldberg, Harriet (2000). Motif-index of folk narratives in the pan-Hispanic romancero.
- Guerreau-Jalabert, Anita (1992). Index des Motifs Narratifs dans les Romans Arthuriens Français en Vers (XIIe-XIIIe Siècles)/Motif-Index of French Arthurian Verse Romances (12th-13th century). Publications Romanes et Françaises 202. Geneva: Droz.
- Haboucha, Reginetta (1992). Types and motifs of the Judeo-Spanish folktales. New York, London: Garland.
- Jason, Heda (2000). Motif, type, and genre: a manual for compilation of indices & a bibliography of indices and indexing.
- Kirtley, Bacil F. A Motif-Index of Traditional Polynesian Narratives. Honolulu: University of Hawai'i Press, 1971. Accessed September 11, 2021. doi:10.2307/j.ctvp2n3hb.
- Kristić, Branislav (1984). Indeks motiva narodnih pesama balkanskih Slovena. Ed. I. Nikolié. Belgrad: Minerva.
- Lichtblau, K., S. Obermayer, and C. Tuczay, (1982). Motiv-Index der deutschsprachigen weltlichen Erzählliteratur von den Anfangen bis 1400. Fabula 23: 293–95.
- Marzolph, Ulrich (1983). Motiv-Index der arabischen literarischen Anekdote. Fabula 24: 275–7.
- Neugaard, Edward (1993). Motif-index of medieval Catalan folktales. Binghamton, N.Y: Center for Medieval and Early Renaissance Studies.
- Neuland, Lena (1981). Motif-index of Latvian folktales and legends. FF Communications 229. Helsinki: Academia Scientiarum Fennica.
- Ruck, E. H. (1991). An index of themes and motifs in twelfth-century French Arthurian poetry. Arthurian studies 25 Woodbridge: Brewer.
- Sakaoǧlu, S. (1980). Anadolu-tiur efsanelerinde tas kesilme motifi ve efsanelerin tip katalogu. Ankara: Ankara Universitesi Basemev.
- Smith, R. E. (1980). Type-index and motif-index of the Roman de Renard. Uppsala: Etnologiska Institutionen.
- Tracy, Ann B. (1981). The gothic novel 1790-1830: Plot summaries and index to motifs. Lexington: University Press of Kentucky.
- Wurzbach, Natascha and Simone Salz (1995). Motif index of the Child corpus: The English and Scottish popular ballad. Berlin: de Gruyter.